# Jaiva
Genres dérivés
Jazz afro-cubain – Biguine – Chicha – Lambada – jazz – Merenrap –  Nueva cancion – Punta rock – Raï – Reggae – Salsa – Sevillana – Songo
Jaiva ou  township jive ( TJ ), est un sous - genre de la musique sud - africaine et de la danse africaine qui a émergé dans les bars à l'époque de l'apartheid en Afrique du Sud,. Il a eu une influence considérable dans la musique du break dance moderne.

## Histoire
Dans les bars appelés shebeens exploités illégalement par des femmes (appelées Shebeen Queens), on y dansait le  township jive ( TJ ), qui étroitement associé au mbaqanga, mêlait largement les influences du mariba et du kwaito apportèrent un renouveau de la tradition africaine ,

## Mondialisation
L'homogénéisation du Township Jive avec la culture américaine et britannique, fut considérée, par les artistes africains, comme une menace pour la préservation de leur tradition et de leur identité . Afin de maintenir leur crédibilité, les artistes s"efforcèrent de maintenir la fidélisation de leurs clients.
À l'origine le kwaito a émergé dans la ville de Soweto au moment où Nelson Mandela devient le premier président élu démocratiquement en Afrique du Sud. L' américanisation du kwaito, comme le pensent de nombreux artistes, peut potentiellement diluer la substance sur laquelle le kwaito était initialement basé. Cela explique pourquoi les sociétés transnationales sont beaucoup moins intéressées par l'homogénéisation ou l'américanisation de la musique de kwaito parce que l'essence du kwaito représente et dicte l'expérience sud-africaine.
Les Boyoyo Boys ont eu une large couverture médiatique quand Malcolm McLaren aurait plagié leur chanson "Puleng" et l'aurait sorti sous le titre " Double Dutch ", en profitant de l'émergence du break dance et du hip-hop.
Un élan supplémentaire mondial se porta sur la musique sud-africaine à la fin de l'apartheid, notamment lors du Concert hommage des 70 ans de Nelson Mandela, qui eut lieu le 11 juin 1988 au stade de Wembley à Londres.